# 지벨 케킬리
지벨 케킬리(독일어: Sibel Kekilli, 1980년 6월 16일 ~ )는 독일의 배우이다. 2004년, 2010년 독일 영화상 여우주연상 수상자이다.

## 출연 작품
- 미치고 싶을 때

## 수상
- 독일 영화상 여우주연 2회 (2004,2010)
- 밤비상 신인 (2004)
- 안탈리아 영화제 여우주연 (2006)
- 트라이베카 영화제 여우주연 (2010)